# Uncieburia
Uncieburia é um gênero de coleópteros da tribo Eburiini (Cerambycinae). Compreende apenas três espécies, com distribuição na Argentina, Bolívia, Brasil, Paraguai e Uruguai.

## Sistemática
- Ordem Coleoptera
  - Subordem Polyphaga
    - Infraordem Cucujiformia
      - Superfamília Chrysomeloidea
        - Família Cerambycidae
          - Subfamília Cerambycinae
            - Tribo Eburiini
              - Gênero Uncieburia (Martins, 1997)
                - Uncieburia nigricans (Gounelle, 1909)
                - Uncieburia quadrilineata (Burmeister, 1865)
                - Uncieburia rogersi (Bates, 1870)